# Synodontis depauwi
Synodontis depauwi là tên của một loài cá da trơn bơi lộn ngược và là loài đặc hữu của Cộng hòa Dân chủ Congo. Chúng thường được tìm thấy ở vực Stanley. Năm 1899, nhà động vật học người Bỉ gốc Anh George Albert Boulenger đã mô tả loài cá này dựa trên mẫu vật thu thập được ở vực Stanley, Cộng hòa Dân chủ Congo. Tên loài depauwi được đặt để tôn vinh "conservateur des collections de l'Université libre de Bruxelles", Louis De Pauw.

## Mô tả
Tương tự như nhiều loài trong chi Synodontis, S. caudalis xương đỉnh đầu của chúng kéo dài ra phía sau đến tia vây đầu tiên của vây lưng thì dừng lại. Hai bên đầu chúng mọc ra hai cái xương hẹp, cứng, đỉnh thì nhọn, chiều dài thì hơn chiều rộng. Nhờ bộ phận này mà các nhà nghiên cứu có thể nhận dạng được loài cá này.
Chúng có 3 cặp râu. Một cặp ở hàm trên thì dài, không phân nhánh, có thể có màng ở nối với cơ thể ở gốc, khi mở rộng thì có chiều dài 1+1⁄4 đến1+2⁄3 chiều dài của đầu. Còn hai cặp ở dưới thì có độ dài không bằng nhau. Cặp ngoài cùng thì thì dài hơn cặp trong cùng gấp từ hai đến ba lần và cả hai đều phân nhánh.
Tia vây đầu tiên của vây lưng và vây ngực thì cứng và có đỉnh nhọn. Ở phần lưng thì hơi cong, dài bằng 2⁄3 chiều dài của đầu, phía sau thì có răng cưa. Còn ở phần ngực thì dài hơn vây lưng và có răng cưa ở 2 bên. Vây hậu môn thì có 3 tia vây không nhánh và 7 đến 8 tia vây phân nhánh. Vây đuôi thì chia ra làm 2 rất rõ ràng và thùy đuôi phía trên thì dài hơn phía dưới.
Ở hàm trên thì răng của chúng có hình cái đục, còn ở hàm dưới thì có hình chữ S (hay hình cái móc). Số lượng răng ở hàm dưới thường được dùng để phân biệt các loài, ở Synodontis caudovittatus thì hàm dưới có từ 30 đến 35 cái răng.
Cơ thể của loài cá này có màu hơi nâu và không thay đổi, đốm đen ở vây và mỗi thùy đuôi thì đều có một sọc màu đen. Trên cơ thể của những cá thể gần trưởng thành có thể có màu cẩm thạch tối.
Chiều dài của chúng khi trưởng thành có thể lên đến 24 cm (8,9 in). Nhìn chung thì cá thể giống cái thì to hơn giống đực dù cùng lứa tuổi với nhau.

## Môi trường sống và tập tính
Trong tự nhiên, loài cá này ở vực Malebo, ngoài ra nó còn được ghi nhận là xuất hiện ở lưu vực sông Kasai và lưu vực sông Kwango. Loài cá này được đánh bắt vì mục đích tiêu thụ của con người. Hành vi sinh sản của hầu hết các loài trong chi Synodontis, đều chưa được biết đến, ngoại trừ việc có số lượng trứng từ những cá thể cá mang thai. Mùa sinh sản có lẽ xảy ra vào mùa lũ từ tháng 7 đến tháng 10 và chúng bắt cặ rồi bơi với nhau đến hết mùa sinh sản. Tốc độ phát triển của chúng tăng nhanh vào năm đầu tiên rồi giảm dần theo từng năm.